# Cylloceria ugaldevi
Cylloceria ugaldevi là một loài tò vò trong họ Ichneumonidae.